# Frigil

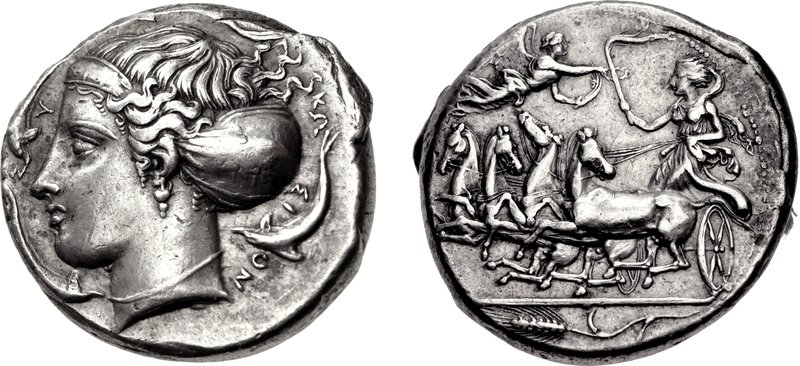
Monedes de Siracusa realitzades per l'artista.

Frigil (Phrygillus,  ΦΡFΓΙΛΛΟΣ) fou un artista grec, un dels més cèlebres i destacats elaboradors de medalles i gravadors de pedres precioses. Pel seu estil es pot determinar que va pertànyer a la primera escola grega i probablement siracusà per la similitud d'algunes de les seves realitzacions, i podria haver-se format a Atenes.